# Gyndoides springmanni
Gyndoides springmanni is een hooiwagen uit de familie Gonyleptidae.